# Juriniopsis insularis
Juriniopsis insularis là một loài ruồi trong họ Tachinidae.